# Lachnaea aurea
Lachnaea aurea är en tibastväxtart som beskrevs av Christian Friedrich Frederik Ecklon, Amp; Zeyh. och Carl Daniel Friedrich Meisner. Lachnaea aurea ingår i släktet Lachnaea och familjen tibastväxter. Inga underarter finns listade i Catalogue of Life.